# Jonatan Machuca
Jonatan Machuca (Villa Dolores, Córdoba, 21 de marzo de 1989) es un baloncestista argentino que juega en la posición de base. Actualmente es parte de la plantilla de La Unión de Formosa de la Liga Nacional de Básquet de Argentina.
Es hermano de los también baloncestistas Lucas Machuca y Enzo Machuca. 

## Carrera profesional

### Clubes
- Actualizado hasta el 20 de julio de 2024.

| Club                       | País      | Año             |
| -------------------------- | --------- | --------------- |
| Ben Hur                    | Argentina | 2005 - 2009     |
| Olímpico                   | Argentina | 2009 - 2010     |
| CB Illescas                | España    | 2010 - 2011     |
| Olímpico                   | Argentina | 2011 - 2014     |
| Libertad de Sunchales      | Argentina | 2014 - 2015     |
| Gimnasia Indalo            | Argentina | 2015 - 2017     |
| Ancud                      | Chile     | 2017            |
| Olímpico                   | Argentina | 2017 - 2019     |
| San Martín de Corrientes   | Argentina | 2019 - 2020     |
| Leñadores de Durango       | México    | 2020            |
| San Martín de Corrientes   | Argentina | 2020 - 2021     |
| Panteras de Aguascalientes | México    | 2021            |
| San Martín de Corrientes   | Argentina | 2021 - 2022     |
| Bauru                      | Brasil    | 2022 - 2023     |
| Olímpico                   | Argentina | 2023 - 2024     |
| União Corinthians          | Brasil    | 2024 - 2025     |
| La Unión de Formosa        | Argentina | 2025 - Presente |

## Selección nacional
Machuca fue miembro de los seleccionados juveniles de baloncesto de Argentina, siendo parte del plantel que conquistó el Campeonato Sudamericano de Baloncesto Sub-16 de 2005 y del que terminó décimo segundo en el Campeonato Mundial de Baloncesto Sub-19 de 2007.  

## Palmarés

### Campeonatos nacionales
- Actualizado hasta el 24 de julio de 2018.

| Título                                   | Club    | País      | Año  |
| ---------------------------------------- | ------- | --------- | ---- |
| Campeón Liga Sudamericana de Clubes 2006 | Ben Hur | Argentina | 2006 |